# Trasformazione che preserva la misura
In teoria della misura, una trasformazione che preserva la misura è un particolare tipo di trasformazione misurabile o, più in particolare, di trasformazione non singolare.

## Definizione
Sia {\displaystyle (X,{\mathcal {A,\mu )}}} uno spazio di misura e sia {\displaystyle S\colon X\to X} una trasformazione misurabile. Si dice che la trasformazione {\displaystyle S} preserva la misura se
{\displaystyle \mu (S^{-1}(A))=\mu (A),\;\;\;\forall A\in {\mathcal {A}}.}
Banalmente, la trasformazione identica {\displaystyle I} su {\displaystyle (X,{\mathcal {A,\mu )}}} preserva la misura. Il teorema del ritorno di Poincaré è valido solo per trasformazioni che preservano la misura.

### Esempio: diffeomorfismo di Anosov
Sia {\displaystyle {\mathcal {X}}=\mathbb {R} ^{k}/\mathbb {Z} ^{k}} un {\displaystyle k}-toro. Presa {\displaystyle A} una matrice invertibile definita su {\displaystyle \mathbb {Z} } di taglia {\displaystyle k}, essa definirà naturalmente una mappa lineare da {\displaystyle \mathbb {R} ^{k}\to \mathbb {R} ^{k}} tale che {\displaystyle (x_{1},\dots ,x_{k})\mapsto A(x_{1},\dots ,x_{k})}. Essendo {\displaystyle A} una matrice a entrate intere, essa mappa {\displaystyle \mathbb {Z} ^{k}} in sé. A ci permette di definire una mappa {\displaystyle T_{A}\colon \mathbb {R} ^{k}/\mathbb {Z} ^{k}\to \mathbb {R} ^{k}/\mathbb {Z} ^{k}} tale che {\displaystyle (x_{1},\dots ,x_{k})\mapsto A(x_{1},\dots ,x_{k}){\pmod {1}}} (ben definita) detta endomorfismo torale lineare; nel caso in cui {\displaystyle |\det A|=1} essa è invertibile dunque un automorfismo.
Sia dunque {\displaystyle S(x,y)=(x+y,x+2y){\pmod {1}}} un diffeomorfismo di Anosov. 
Il determinante dello Jacobiano della trasformazione è 
{\displaystyle J=\det {\begin{vmatrix}1&1\\1&2\\\end{vmatrix}}=1,}
dunque la trasformazione preserva la misura.
Gli autovalori della trasformazione {\displaystyle S} sono {\displaystyle \lambda _{1}={\frac {3}{2}}-{\frac {\sqrt {5}}{2}}} e {\displaystyle \lambda _{1}={\frac {3}{2}}+{\frac {\sqrt {5}}{2}}}, con {\displaystyle 0<\lambda _{1}<1<\lambda _{2}}. 
Il diffeomorfismo quindi "schiaccia" in una direzione ed "espande" nella direzione ad essa ortogonale. Possiamo ottenere l'inversa della trasformazione {\displaystyle (S^{-1}(x,y)=(2x-y,y-x))} e utilizzarla per calcolare esplicitamente l'operatore mediante la formula di cambiamento di variabile per trasformazioni non singolari: {\displaystyle Pf(x,y)=f(2x-y,y-x){\pmod {1}}.} Inoltre {\displaystyle P1=1}, quindi {\displaystyle S} preserva la misura di Borel.

### Esempio: mappa di Gauss
La mappa di Gauss {\displaystyle T(x)={\frac {1}{x}}-\left\lfloor {\frac {1}{x}}\right\rfloor }, con {\displaystyle Y=[0,1]\setminus \mathbb {Q} }, {\displaystyle T\colon Y\to Y}, preserva la misura di Gauss {\displaystyle \mu } data da 
{\displaystyle \mu (A)={\frac {1}{\log {2}}}\int _{A}^{}{\frac {1}{1+x}}dx}
per ogni insieme di Borel {\displaystyle A\subseteq [0,1]} misurabile.
{\displaystyle T^{-1}[0,s]=\left\{x|0\leq T(x)\leq s\ \right\}=\bigcup _{n=1}^{\infty }\left[{\frac {1}{s+n}},{\frac {1}{n}}\right]}
è un'unione disgiunta, quindi
{\displaystyle \mu (T^{-1}[0,s])={\frac {1}{\log {2}}}\sum _{n=1}^{\infty }\int _{\frac {1}{s+n}}^{\frac {1}{n}}{\frac {1}{1+x}}dx}
{\displaystyle ={\frac {1}{\log {2}}}\sum _{n=1}^{\infty }\left(\log \left(1+{\frac {1}{n}}\right)-\log \left(1+{\frac {1}{s+n}}\right)\right)}
{\displaystyle ={\frac {1}{\log {2}}}\sum _{n=1}^{\infty }\left(\log \left(1+{\frac {s}{n}}\right)-\log \left(1+{\frac {s}{n+1}}\right)\right)}
{\displaystyle ={\frac {1}{\log {2}}}\sum _{n=1}^{\infty }\int _{\frac {s}{n+1}}^{\frac {s}{n}}{\frac {1}{1+x}}dx}
{\displaystyle =\mu ([0,s]).}

### Caratterizzazione delle trasformazioni che preservano la misura
Siano {\displaystyle (X_{i},{\mathcal {B}}_{i},\mu _{i})} spazi di probabilità, con {\displaystyle i=1,2}. Sia {\displaystyle T\colon X_{1}\to X_{2}} una trasformazione. Sia {\displaystyle {\mathcal {S}}_{2}} una semi-algebra che genera {\displaystyle {\mathcal {B}}_{2}}. Allora {\displaystyle T} è misurabile e preserva la misura se e soltanto se per ogni {\displaystyle A\in {\mathcal {S}}_{2}} si ha {\displaystyle T^{-1}(A)\in {\mathcal {B}}_{1}} e {\displaystyle \mu _{1}(T^{-1}(A))=\mu _{2}(A)}.